# أسامة حماد
أسامة حماد (مواليد 1979) سياسي ليبي، في 16 مايو 2023، تم تعيينه رئيساً لوزراء ليبيا بالإنابة من قبل مجلس النواب. وتولى منصبه خلفاً لفتحي باشاغا، حيث كان وزيراً للمالية سابقاً.

## النشأة والتعليم
ولد أسامة سعد حماد صالح القبائلي، في مدينة أجدابيا عام 1979، وهو من سكان حي الزحف أشهر أحياء المدينة شرق ليبيا، تخرج من جامعة النجم الساطع الليبية في مدينة البريقة المجاورة وهي جامعة متخصصة في علوم البترول وحصل منها على درجة البكالوريوس. وبما أن أسامة هو ابن الأستاذ سعد حماد، أستاذ جامعي للعلوم الشرعية ومحب للعمل، فقد أرسل ابنه إلى ماليزيا حتى يتمكن من استكمال دراسته على نفقة أسرته، حتى لو كانت حالته متوسطة، حصل أسامة حماد على درجة الماجستير في ماليزيا، فعاد إلى ليبيا ليحصل في نهاية المطاف على درجة الدكتوراه في كيمياء البترول في وطنه.

## الحياة السياسية
عمل حماد في الحكومة الليبية عام 2013 رئيساً لهيئة الطاقة الذرية، وهو ما كان ضمن مجال خبرته، قبل أن يتولى منصب رئيس مكتب التعاون الدولي في الحكومة، الذي انتقل حينها إلى مدينة البيضاء. في شرق ليبيا بعد أن كلف المؤتمر الوطني السابق ( مجلس الدولة الحالي) حكومة موازية بقيادة عمر الحاسي للسيطرة على العاصمة طرابلس. وفي تلك الفترة لم يعرف الليبيون أسامة حماد بعد، إلا أنه برز عندما عاد مرة أخرى إلى طرابلس بعد فائز السراج رئيس حكومة الوفاق الوطني، والذي جاء آنذاك من خلال اتفاق وقعه الطرفان الليبيان المُتنازعان في الصخيرات المغربية برعاية الأمم المتحدة في 17 ديسمبر 2015، تقرر تعيينه وزيراً للمالية، وكان ذلك اعتباراً من يناير 2016، وهو بداية عمل حكومة الوفاق الليبية، حيث عمل حماد إلى جانب 17 وزيراً آخر حضروا الاجتماع الأول للحكومة آنذاك في 2 يناير 2016 في تونس العاصمة.
وبعد فترة قصيرة، نشأ خلاف سياسي بين مجلس النواب وحكومة الوفاق الوطني، وفي ذلك الخلاف كان موقف أسامة حماد واضحاً، إذ انحاز إلى مجلس النواب صاحب السلطة التشريعية العليا في البلاد، كما أبدى دعمه للجيش الوطني الليبي بقيادة خليفة حفتر الذي كان أكبر معارض لتلك الحكومةبسبب دعمه للميليشيات المناهضة للجيش الوطني، موقف الوزير حماد هذا دفع فايز السراج إلى إقالته في أكتوبر 2018 وتعيين فرج بومطاري الذي ينحدر من نفس مدينته أجدابيا مكانه. وحينها استقبل حماد ذلك القرار بصدر رحب، إذ أصدر بياناً قال فيه: «الوظيفة تكليف وليست تشريفاً، وأنا سعيت جاهداً لتقديم شيء للبلد وإجراء الإصلاح». وفي ختام تصريحه قدم “الاعتذار للشعب الليبي عن أي تقصير أو تقصير، وأنه يتمنى التوفيق والسداد لفرج بومطاري وزير المالية الجديد”.
وفي فبراير 2022، كلف مجلس النواب فتحي باشاغا بتشكيل حكومة جديدة بدلاً من حكومة الوحدة الوطنية برئاسة عبد الحميد الدبيبة، الذي أعفاه البرلمان وما زال متمسكاً بالسلطة. وفي 1 مارس 2022، أعلن مجلس النواب، خلال جلسته الرسمية، منح الثقة لحكومة فتحي باشاغا، بأغلبية 92 صوتا من أصل 101 نائبا حضروا الجلسة، فيما كان أسامة حماد من بين 33 نائبا. أسماء في الحكومة الجديدة بمنصب وزير التخطيط والمالية.
ونظراً للصراع بين الحكومة المعينة من قبل مجلس النواب وحكومة الدبيبة المنتهية ولايتها، يعد أسامة حماد أحد أبرز الوزراء المدافعين عن شرعية الحكومة الجديدة.
ويعتبر حماد أيضاً العدو الأول لحكومة الدبيبة، خصوصاً أن الأخير أطلق مراراً وتكراراً تصريحات حول المخالفات المالية في حكومة باشاغا. كما قدم سابقاً شكاوي إلى النائب العام الليبي بشأن الفساد المالي في حكومة الدبيبة، وكان آخرها قبل شهرين عندما منعت الحكومة في طرابلس تخصيص أموال الميزانية للأطفال المصابين بالسرطان في بنغازي، حيث توفي تسعة منهم نتيجة لتأخر العلاج في الأردن.
وكان حماد يشرف بنفسه على خطة إعادة إعمار مدينة بنغازي التي دمرتها الحرب التي خاضها الجيش الوطني الليبي ضد التنظيمات المتشددة في المدينة منذ سنوات.
وقرر مجلس النواب، في 16 مايو 2023، تكليف وزير المالية أسامة حماد للقيام بمهام رئيس الوزراء ، بدلا من فتحي باشاغا، بعد نحو 15 شهرا من توليه المنصب. وبحسب محللين، فإن التكليف جاء بعد أن انتقد النواب أداء باشاغا خلال الفترة الماضية في كافة المجالات، وقدموا وعوداً لم تتحقق، إضافة إلى عدة مشاريع لم تكتمل خلال الفترة المحددة.
أثناء العاصفة دانيال، قاد الاستجابة في شرق ليبيا خلال الأزمة.

## أنظر أيضا
- قائمة رؤساء وزراء ليبيا